# Îles d'Hyères
De Îles d'Hyères (Nederlands: Hyerische Eilanden; in de oudheid Stoechaden; Grieks: Στοιχάδες νῆσοι, Latijn Stoechades insulae) zijn een groep van Franse eilandjes in de Middellandse Zee voor de kust van de stad Hyères, waartoe zij ook behoren. Samen hebben ze een oppervlakte van 28 km².
De eilandengroep is een verlengstuk van het bergmassief des Maures. De eilanden zijn:
- Porquerolles met 1254 ha
- Port-Cros met 650 ha
- Île de Bagaud met 45 ha
- Île du Levant met 900 ha

## Important Bird Area
De eilandengroep en omringende zee zijn door BirdLife International aangewezen als Important Bird Area. De kliffen aan de kust bieden goede broedplekken voor zeevogels, zoals Scopoli's pijlstormvogel (200-250 broedparen) en geelpootmeeuw (5000 broedparen). Verder zijn er ook ongeveer 50 broedparen dwergooruilen aanwezig. Het gebied is als Important Bird Area aangewezen vanwege het belang voor de bescherming van deze soorten.

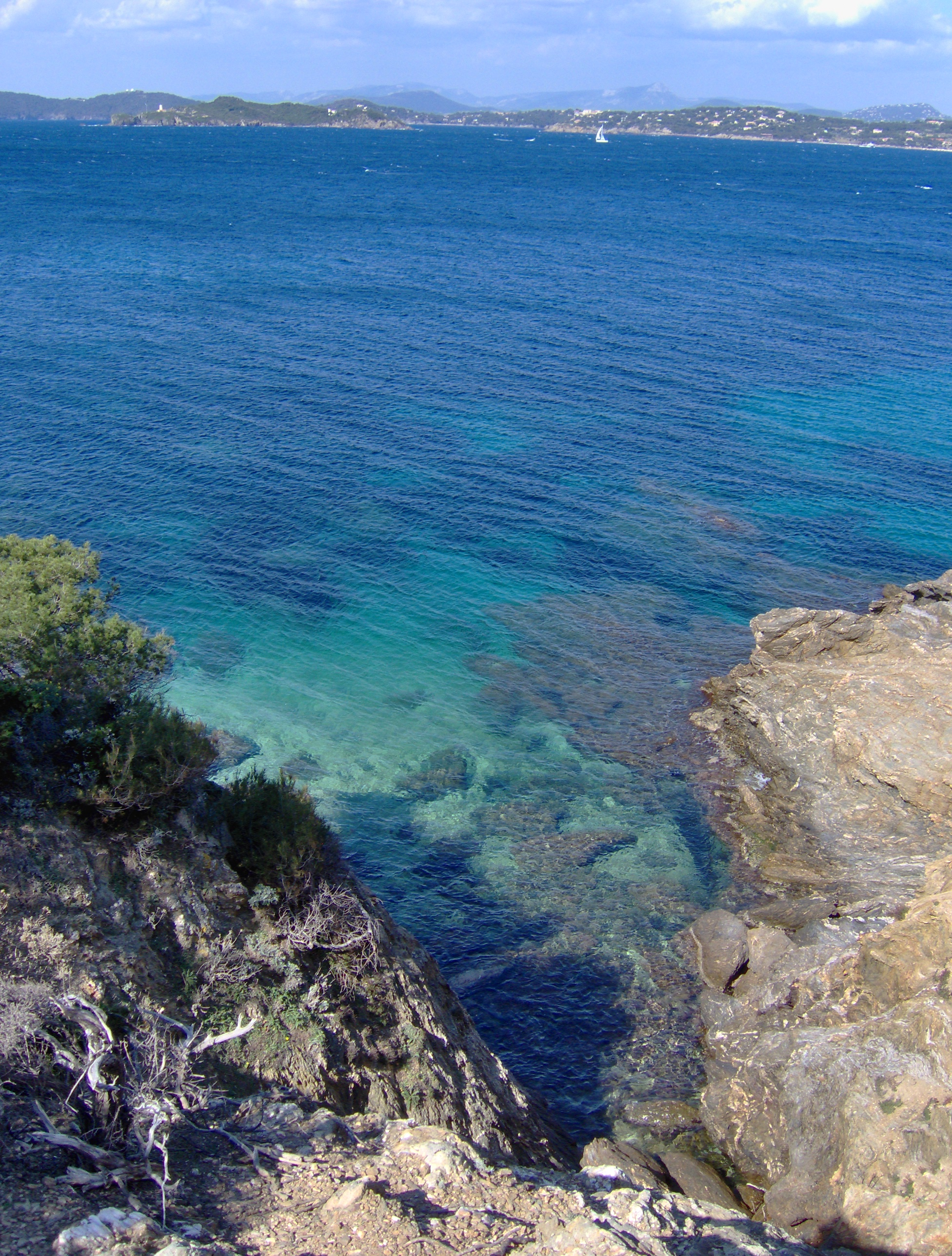
Porquerolles
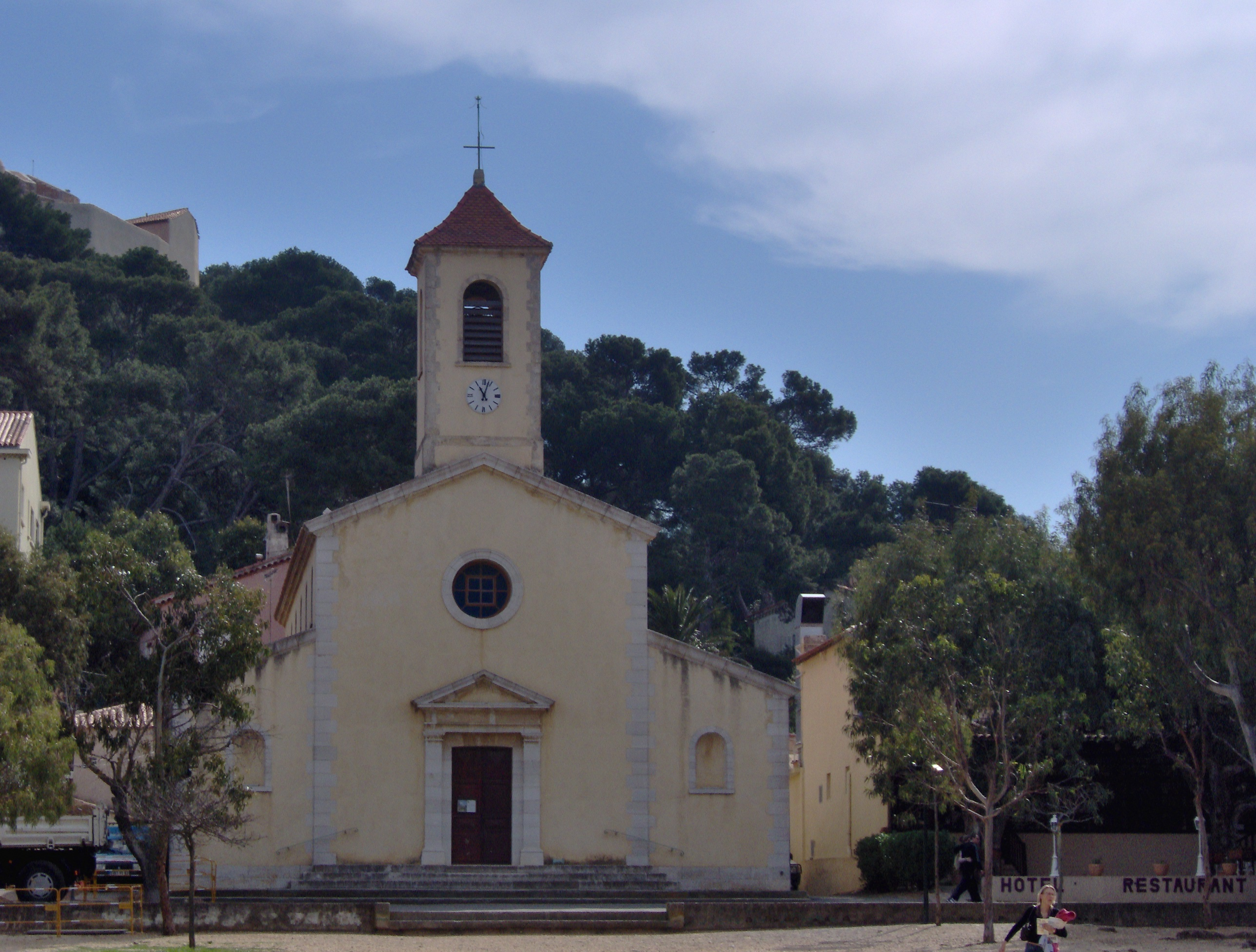
Porquerolles
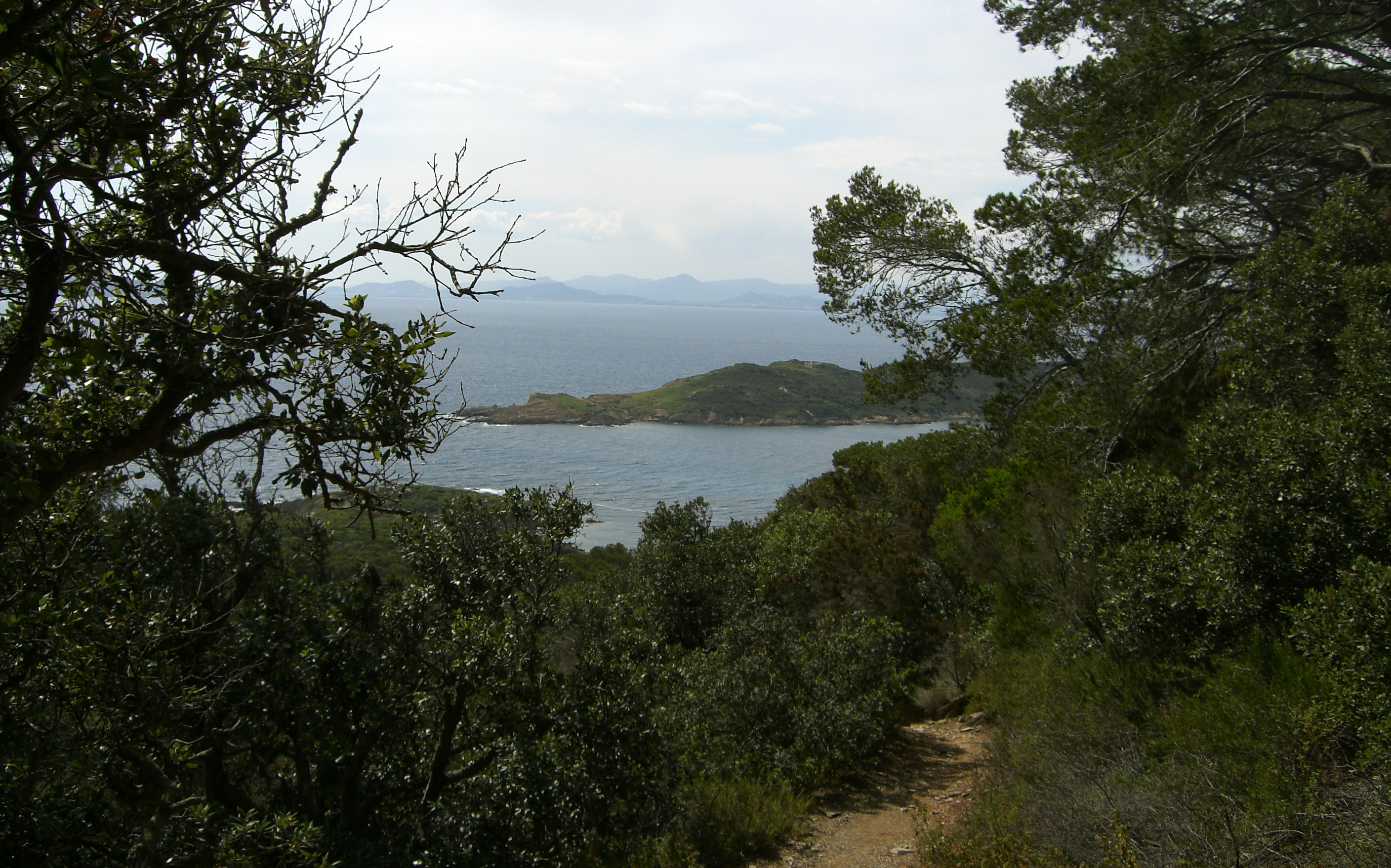
Port-Cros
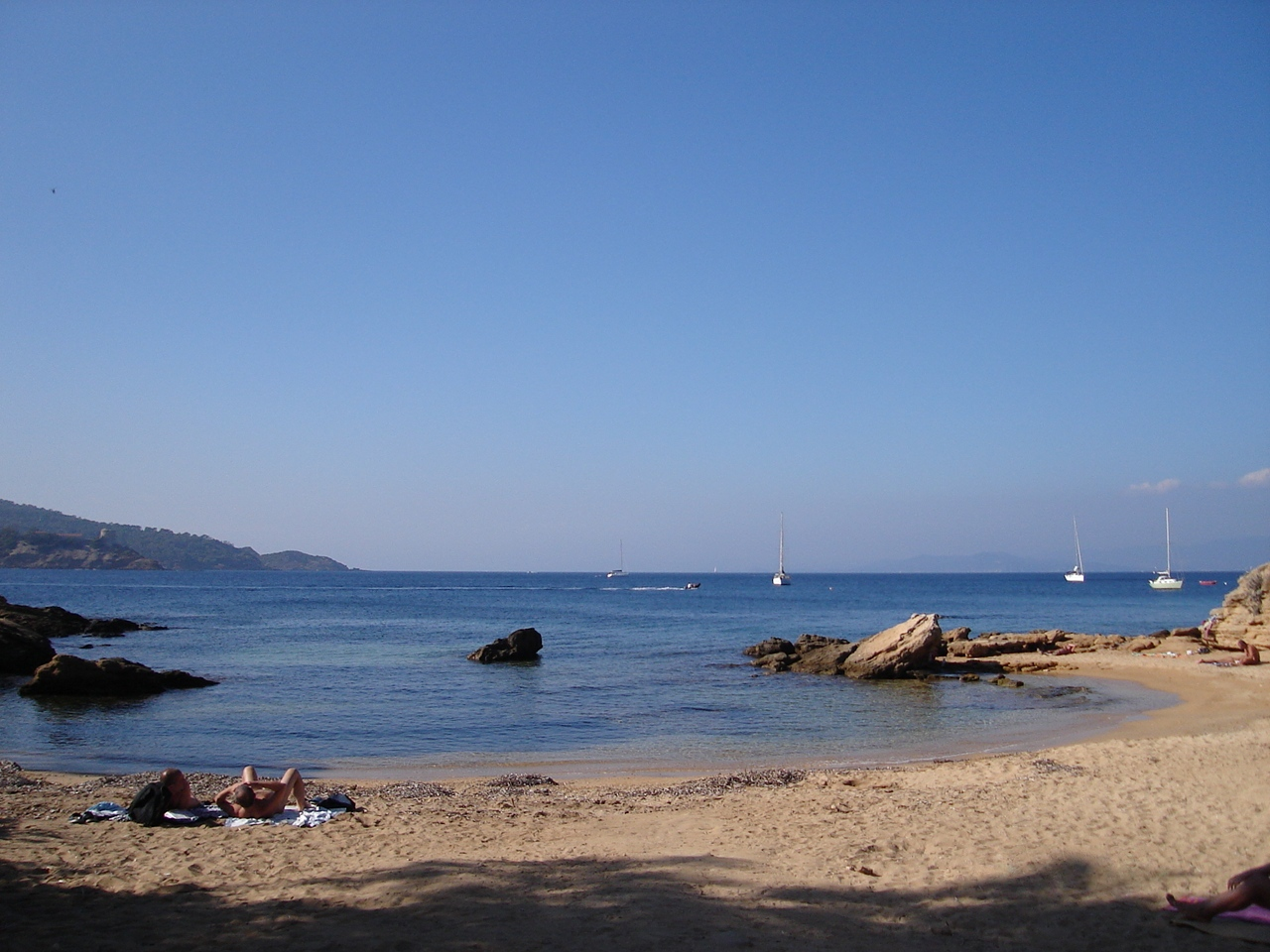
Île du Levant